# Wang Ki-chun
Wang Ki-Chun (hangul: 왕기춘; Jeongeup, 13 de setembro de 1988) é um judoca sul-coreano.
Representou seu país nos Jogos Olímpicos de 2008, em Pequim, na República Popular da China, na categoria até 73 kg. Conseguiu a medalha de prata, ao perder a final para o azeri Elnur Mammadli.